# ماریو نوولی (بازیکن بسکتبال)
ماریو نوولی (ایتالیایی: Mario Novelli; ۱۲ اکتبر ۱۹۱۳ – ۹ نوامبر ۱۹۶۴) بازیکن بسکتبال اهل ایتالیا بود.
از باشگاه‌هایی که در آن بازی کرده‌است می‌توان به المپیا میلان اشاره کرد.